# John Fastolf
John Falstof, a volte italianizzato in Giovanni Fastolf (Norfolk, 1380 – Caister, 5 novembre 1459), è stato un condottiero inglese, eroe durante la guerra dei cent'anni.

## Biografia
Proveniva da una nobile famiglia di Norfolk. Cominciò la sua brillante carriera in Irlanda, dove combatté dal 1405 al 1406. Qui conobbe Thomas di Lancaster, duca di Clarence, nonché suo comandante.
Si ritrovano in occasione della campagna per la conquista della Guascogna (1413). Due anni più tardi, sempre durante questa campagna, divenne comandante di una truppa formata da dieci cavalieri e trenta arcieri. Partecipò alla battaglia di Azincourt (25 ottobre 1415) in qualità di capitano. Nel 1417 venne nominato governatore di Condé-sur-Noireau e, un anno dopo, ricevette il castello di Bec-Crespin. 
Nel 1420, Enrico V lo nominò governatore della Bastiglia di Sant'Antoine a Parigi. Successivamente, Enrico VI lo fece tenente del re di Normandia. Nell'ottobre 1449 combatté a Rouen, e nel 1450 a Caen. Morì a Caister nel 1459. 
Durante la sua vita studiò le teorie e la tattica militare.

## Nella cultura di massa
A lui s'ispirò William Shakespeare per creare il personaggio di Falstaff, presente nell'Enrico IV, protagonista delle Allegre comari di Windsor e nominato in Enrico V. Successivamente Antonio Salieri e Giuseppe Verdi dedicarono al personaggio due opere liriche, la seconda delle quali diventata celebre (Falstaff di Salieri, Falstaff di Verdi).